# Chruściechów (województwo mazowieckie)
Chruściechów – wieś sołecka w Polsce położona w województwie mazowieckim, w powiecie białobrzeskim, w gminie Stara Błotnica.
We wsi znajduje się zabytkowy zespół dworski z dworem, parkiem z gorzelnią z XIX i XX wieku.
Wieś szlachecka Chrościechowo położona była w drugiej połowie XVI wieku w powiecie wareckim ziemi czerskiej województwa mazowieckiego. W latach 1975–1998 miejscowość administracyjnie należała do województwa radomskiego.
Wierni Kościoła rzymskokatolickiego należą do parafii Narodzenia Najświętszej Maryi Panny w Starej Błotnicy. 